# 나탈리 (웹사이트)
나탈리(영어: Natalie, 일본어: ナタリー)는 주식회사 나타샤(Natasha, Inc.)가 운영하는 뉴스 사이트이다. 대중음악, 연예, 만화 등 대중문화에 특화한 엔터테인먼트 정보를 배포한다. 2013년 7월 시점에서 월간 2000개의 기사를 배포하며, 월간 페이지 뷰는 3200만. 트위터와의 연동이나, 퍼퓸, 모모이로 클로버 Z 등을 빠르게 특집 소개하는 등의 편집 방침의 선견성이 평가되며, 지지를 확대했다.
본 항목에서는 운영회사인 나타샤에 대해서도 서술한다.

## 내력
- 2005년 12월, 나타샤 설립(2006년 2월에 유한회사화, 2007년 1월 주식회사화)[4]. 설립 당시의 멤버는 대표 이사 사장의 오야마 타쿠야[5], 비상근 이사의 츠다 다이스케[6] 외에 2명[7].
- 2007년 2월, 음악 뉴스 사이트, 나탈리를 개설[1][2]. 사이트명은 훌리오 이글레시아스의 노래(일본 제목: 검은 눈동자의 나탈리(黒い瞳のナタリー))가 유래이다[7](다만, 영어 표기는 “Natalie”).
- 2008년 12월, 일본 국내의 코믹 정보를 배포하는 뉴스 사이트, 코믹 나탈리를 개설[8].
- 2009년 8월, 희극인의 정보를 배포하는 뉴스 사이트, 코미디 나탈리를 개설[9].
- 2011년 5월, 일본 국내의 간식 정보를 배포하는 뉴스 사이트, 간식 나탈리를 개설[10], 같은 해 8월 31일 배포 종료[11].
- 2014년 8월 21일자로 나타샤의 발행 종료 주식 중 90%를 KDDI가 취득하고, 같은 회사의 연결 자회사가 된다[12]. 오야마 타쿠야는 대표 이사 사장을 계속한다[13].

## 관련작품
영화 《모테키》
나탈리 편집부가 무대가 되고 있다.
등장인물인 이사기 요시(나타샤 사장)의 이름은 나타샤 대표 이사 사장의 오시마 타쿠야, 키라키 모토코(주인공의 선배)의 이름은 코믹 나탈리의 편집장인 키라키 하지메가 유래이다.
모테키적 음악의 추천 Covers for MTK Lovers반
영화 《모테키》와 나탈리에 의한 컬레버레이션 음반.